# Arrondissement Guebwiller
Arrondissement Guebwiller (fr. Arrondissement de Guebwiller) byla správní územní jednotka ležící v departementu Haut-Rhin a regionu Alsasko ve Francii. Členil se dále na 4 kantony a 47 obcí. K 1. lednu 2015 byl sloučen s arrondissementem Thann do nově vzniklého arrondissementu Thann-Guebwiller.

## Kantony
- Ensisheim
- Guebwiller
- Rouffach
- Soultz-Haut-Rhin